# 黄色潜水艇 (电影)
《黃色潛水艇》（英語：Yellow Submarine）是1968年以披头士乐队的一系列歌曲為主題的一部動畫奇幻電影。这部电影受到普通观众和影評人的歡迎，時代雜誌称它「獲得了巨大的成功，受到青少年和唯美主義者的喜愛」。
最初關於此戲的報導称披头士乐队的成員會為自己的角色配音，但後來這項工作交由他人完成，他們則只出現在電影的尾聲。

## 情節
胡椒國（Pepperland）為一座世外桃源，並且由胡椒中士的寂寞芳心俱樂部樂團（Sgt. Pepper's Lonely Hearts Club Band）守護。該處有一座像金字塔的建築物，塔頂有一黃色潛水艇。胡椒國的另一邊有藍色的山，住着藍色壞心族（英語:Blue Meanies），他們是一種兇惡、討厭音樂的生物。
突然，藍色壞心族大舉进攻胡椒國，將樂團封印在隔音的氣泡內，並把大部分居民石化。胡椒國因而失去了色彩，變得毫無生氣。市長將尋求援助的任務交給海軍上將老弗瑞德（Old Fred），於是他乘黃色潛水艇到達利物浦，並向披頭士求救。
動畫登場的披頭士成員各有特色：Ringo經常鬱悶地在市中遊蕩，並聲稱自己沒有想像力；John登場時是科學怪人的樣貌；George以超現實主義的形式出現；Paul以「現代莫扎特」的形象出現。他們一同乘坐黃色潛水艇前往胡椒國，途中經過一些不同的「海」：
- Sea of Time：時間之海，这裏的時間不斷會前溯或後退。
- Sea of Science：科學之海
- Sea of Monsters：怪獸之海，这裏有很多奇怪的怪獸。林哥不小心被彈射出潛水艇，後被救回。一隻"吸塵機怪"將所有東西，包括潛水艇和牠自己也吸了進去。
- Sea of Nothing：虛無之海，在其中遇見Nowhere Man Jeremy，唱完歌後，他感到十分空虛和寂寞而哭了起來，林哥很同情他，並邀請他一同登上潛水艇。
- Foothills of the Headlands或Sea of Heads：頭之海，他們在此離開潛水艇。
- Sea of Holes：洞之海，杰洛米被藍色壞心族綁架。林哥將一個洞收進他的口袋中，他亦跳到另一個洞裏，進入綠色之海。
- Sea of Green：綠色之海，他們在此抵達胡椒國。

他們前去取得樂器和服裝，但得手後被發現。他們唱《Sgt. Pepper's Lonely Hearts Club Band》擊退藍色壞心族。壞心族的首領派出會飛的手套，約翰唱《All You Need is Love》將其擊退。胡椒國重獲色彩，解放了樂隊和杰洛米。首領又派出四個頭的鬥牛犬，樂團唱《Hey Bulldog》將其擊退之。壞心族的首領企圖殺掉杰洛米，被他以「變形魔法」擊敗後投降。最後，眾人齊唱《It's All Too Much》，胡椒國的人繼續快樂地生活。
電影末段為真人錄像，講述披頭士回到家後展示自己的紀念品。喬治得到了潛水艇的馬達，保羅則是一個小小的LOVE字樣，林哥的是洞之海得到的半個洞(另外一半給了杰洛米，幫助他不再漫無目的地思考)。約翰看著望遠鏡，並說：「我在這座電影院附近看到了另一羣更兇惡的壞心族，唯一的解決辦法就是唱歌」。四人再唱一次《All Together Now》，接著畫面逐次顯示不同語言的「現在大家一齊唱」的字樣。

## 配音人員

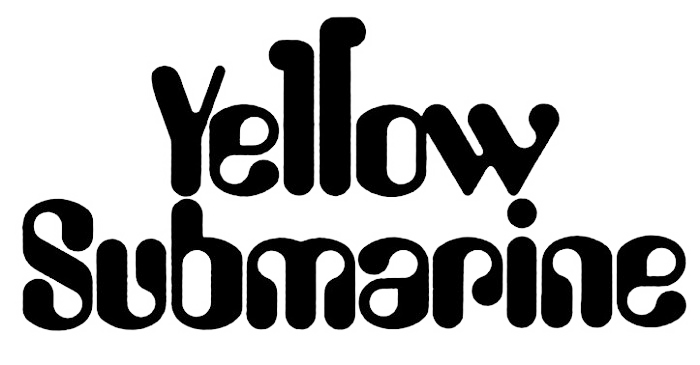

- The Beatles：歌曲部分及片末錄像部分
- 保羅·安格利斯：Ringo、George、Blue Meanies 首領
- 約翰·克萊夫：John、Sgt. Pepper's Lonely Hearts Club Band 的 John
- 迪克·埃默瑞：Jeremy、Pepperland 市長、Max（Blue Meanies首領的跟班）
- 傑佛瑞·休斯：Paul
- 蘭斯·珀西弗：Old Fred

彼得·巴汀曾為電影首半部分的 George 對白配音，但他被發現為逃兵，於電影製作期間被捕，因此後半部分的對白由保羅·安格利斯完成。

## 製作
因為先前《Help!》、《Magical Mystery Tour》等電影的失敗，披头士乐队不想再製作一套真人電影，所以製作了這套幾乎全動畫、只有最後部分以真人出現的電影。真人片段在1968年1月25日拍攝，原本計劃造出奇幻電影特效，但因時間和資金緊絀，所以只使用黑色的背景。
此電影以童話和愛為主題，並為創作好的歌曲設定不同場景。電影使用了不少雙關語和樂團特色的笑話，如帶德國口音的Max就令人想起電影《藍徽特攻隊》，對白大多由詩人羅格·麥高夫所作。
Millicent McMillan憶述Blue Meanies原本是紅色或紫色的，但Heinz Edelmann的助手偶然轉成藍色，令角色具有不同的含義。

## 樂曲
註：除特別註明外歌曲皆由列侬–麦卡特尼所作。每首歌前均記有開始及結束的時分秒，但為約數。
1. 0.00.21-0.02.15：序幕樂曲(喬治·馬丁創作)
2. 0.07.55-0.10.40：《Yellow Submarine》(主題曲)
3. 0.10.40-0.13.30：《Eleanor Rigby》
4. 0.17.00-0.19.55：《I Am the Walrus》 (片段，在科學怪人變回 John 時播放)
5. 0.19.00-0.19.55：《Love You To》 (片段，在 George 出現時播放，由本人創作)
6. 0.22.30-0.23.05：《A Day in the Life》 (管弦樂片段，在潛水艇起航時播放，電影中加插真實世界的影像)
7. 0.23.25-0.25.55：《All Together Now》
8. 0.28.20-0.31.15：《When I'm Sixty-Four》(Sea of Time 中播放)
9. 0.31.30-0.34.30：《Only a Northern Song》 (Sea of Science 中播放，由 George 創作)
10. 0.43.15-0.46.15：《Nowhere Man》(Sea of Nothing中播放)
11. 0.48.00-0.51.30：《Lucy in the Sky with Diamonds》(Sea of Heads 中播放)
12. 0.56.15-0.56.25：《Think for Yourself》 (Harrison) (片段，The Beatles 唱此歌叫醒市長，由 George 創作)
13. 1.06.35-1.08.50：《Sgt. Pepper's Lonely Hearts Club Band》
14. 1.08.50-1.09.05：《With a Little Help from My Friends》(片段，緊接上曲播放)
15. 1.11.45-1.15.05：《All You Need Is Love》
16. 1.16.30-1.16.40：《Baby, You're a Rich Man》(四人在解救被困樂隊時唱出)
17. 1.17.25-1.21.00：《Hey Bulldog》
18. 1.24.15-1.27.15: 《It's All Too Much》 (George 創作)
19. 1.27.15-1.29.00: 《All Together Now》

相關的專輯亦隨着電影發行，如1969年的《黃色潛水艇》和1999年的《黃色潛水艇原聲帶》。《黃色潛水艇》包括電影部分的歌曲和其它一些新作的歌，《黃色潛水艇原聲帶》則收錄了電影大部分的歌，包括電影中只出現片段的歌曲。

## 評價
《黃色潛水艇》的放映引起了很大的迴響，它的創意和歌曲備受欣賞，亦獲得很大的票房收益。於歐洲和美國放映的電影有兩個版本，美國的版本並沒有《Hey Bulldog》一段，因為美國觀眾被認為會覺得此戲沉悶和過長。此戲在1981年由米高梅公司向聯美電影買下。
The Beatles 成員在訪問中承認他們皆喜歡此戲，George 指出他們當初將配音工作交予職業配音員是因為他們能夠表現電影角色的神髓。Ringo 指出曾有小孩前來問他為何按那潛水艇的按鈕，令他被彈進 Sea of Monsters。John 亦說他的兒子 Sean 在朋友家中看了這戲後，問他為何會出現在卡通片中，才發現原來他的父親是這樂團的成員。
在2011年1月16日，網路電影資料庫（IMDb）對此戲的評價為7.2/10，屬於「受好評」；而在影评网站爛蕃茄（Rotten Tomatoes）上，该片获得了96%的好评率。

## 家庭媒體
因為戲中歌曲的版權問題，此戲較遲以家庭媒體的形式發佈。其美國立體聲版本在1987年發佈，幾年後停止。1999年歐洲版本發行。蘋果唱片分別在2012年3月20日和6月4日（於北美為6月5日），以 DVD 和藍光光碟發佈此戲。

## 獎項
- 1970年葛萊美獎之最佳影視媒體作品配樂專輯
- 1969年雨果獎之最佳戲劇表現(獲提名)
- 1968年紐約影評人協會獎特別獎

## 重拍計劃
2009年8月華特迪士尼公司和導演羅勃·辛密克斯計劃製作一套3D電腦動畫的《黃色潛水艇》，於倫敦2012年夏季奧林匹克運動會時發佈。迪士尼及蘋果唱片亦在2009年9月11日正式公開這重拍計劃。
Paul 的角色計劃由彼得・塞拉菲諾威茨配音，John 由迪恩·連諾斯·凱利配音，George 由卡利·艾域士配音，Ringo 由亞當·坎貝爾配音。
在2010年5月，由於迪士尼不滿意《聖誕夜怪譚》的票房收益，關閉了羅勃·辛密克斯的數字電影製片廠──影象搬運工製作室。後來更因為電影《Mars Needs Moms》的負面評價，迪士尼放棄了此戲的重拍計劃。

## 外部連結
- 官方网站
- 互联网电影数据库（IMDb）上《Yellow Submarine》的资料（英文）
- AllMovie上《Yellow Submarine》的资料（英文）
- 爛番茄上《Yellow Submarine》的資料（英文）
- Yellow Submarine影評──羅傑·艾伯特
- h2g2 Yellow Submarine – the Film Edited Guide Entry（页面存档备份，存于）
- Heinz Edelmann, 'Yellow Submarine' Artist, Dies at 75（页面存档备份，存于）
- 重拍計劃（页面存档备份，存于）